# Хупперт, Джордж
Джордж Хупперт (англ. George Huppert; род. 1934) — американский историк, ренессансовед, специалист по Европе раннего нового времени (до промышленной революции). Доктор философии (1962), эмерит-профессор Иллинойсского университета в Чикаго, где преподавал с 1966 года. Автор ряда книг.
Приверженец школы «Анналов». Степень доктора философии получил в Калифорнийском университете в Беркли. Ему было пять лет, когда немцы вторглись в Польшу в 1939 году. В конце концов он оказался в США, где служил в армии и по G.I. Bill изучал историю в Калифорнийском университете в Беркли. Там в первый день занятий повстречает свою будущую супругу.

### Книги
- The Idea of Perfect History: Historical Erudition and Historical Philosophy in Renaissance France (Urbana and Chicago: University of Illinois Press, 1970) {Рец. Уильяма Дрея}
- Les Bourgeois Gentilshotmmes: An Essay on the Definition of Elites in Renaissance France. Chicago and London: University of Chicago Press, 1977. Переводилась на французский и итальянский языки.
- Public Schools in Renaissance France (Urbana and Chicago: University of Illinois Press, 1984) {Рец.}
- After the Black Death: A Social History of Early Modern Europe (IUP, 1986) {Рец.}
- The Style of Paris: Renaissance Origins of the French Enlightenment (Bloomington: Indiana University Press, 1999)